# Брайан Гриффин
Бра́йан Гри́ффин (англ. Brian Griffin) — персонаж американского мультсериала «Гриффины». Необычный говорящий, прямоходящий пёс, является почти полноправным членом семьи Гриффинов и участником их приключений. Создатель сериала, Сет Макфарлейн, озвучивал Брайана своим обычным голосом, в отличие от Стьюи и Питера (которых он также озвучивает).

## Происхождение
Родился 6 лет назад на ферме под Остином (штат Техас). Один из пяти щенков собаки Тортинки. В самом детстве его забрали у матери, в связи с чем Брайан считал, что мать отреклась от него (хотя Тортинка любила всех своих щенков). Брайан стал по сути членом семьи Гриффинов. От всех остальных собак Брайан отличался тем, что мог говорить.
По одной из версий создателей мультсериала (Brian: Portrait of a Dog) Питер Гриффин подобрал Брайана на улице, когда тот был уже взрослым «шелудивым, бездомным псом и мыл машины».
По другой (The Man with Two Brians) — Брайана взяли в семью ещё щенком.

## Родственники
Помимо упомянутой матери — собаки Тортинки (ныне покойной), и отца Коко (Fast Times at Buddy Cianci Jr. High) имеет двоюродного брата Джаспера, также говорящего пса. Джаспер живёт в Голливуде и является геем. У Брайана есть сын Дилан (из эпизода «The Former Life of Brian»), которому 13 «собачьих» лет.

## Антропоморфизм
Несмотря на то, что Брайан является собакой, ему присущ ряд черт, свойственных человеку. Помимо того, что Брайан свободно говорит по-английски, он ходит на двух лапах, читает книги и журналы, курит (в том числе марихуану), водит автомобиль Toyota Prius, нюхает кокаин (после чего попадает в реабилитационный центр), употребляет спиртные напитки (преимущественно мартини и виски) и любит оперу.
В серии «Brian Goes Back to College» Брайан посещает Брауновский университет и пишет для газеты «Нью-Йоркер». И ни один персонаж не удивляется говорящей собаке.

## Профессии
Хотя в сериале нет указания, что Брайан является профессиональным актёром, сделать такой вывод вполне допустимо. Об этом говорят следующие факты:
- Брайан очень артистичен, тонко чувствует искусство и актёрскую игру. Часто и хорошо поёт.
- В серии «The King Is Dead» он участвует в спектакле местного театра.
- В серии «From Method to Madness» Брайан пробуется на роль.

Помимо этого Брайан специализировался и в других областях. Он был:
- Полицейской собакой (серия «The Thin White Line»), специалистом по поиску наркотиков.
- Сценаристом (неудачно) и порно-режиссёром (получил специальный приз) в Голливуде («Brian Does Hollywood»)
- Помощником шерифа (серия «To Love and Die in Dixie»)
- Учителем в школе (серия «Fast Times at Buddy Cianci Jr. High»)
- Журналистом (Quahog Daily Shopper и одно известное издание)
- Писателем (более трёх лет работал над романом «Быстрее скорости любви» («Faster Than Speed of Love»). Однако после публикации роман подвергся резкой критике и не было продано ни одной копии. Позднее, в эпизоде «Brian Griffin’s House of Payne» Брайан пишет сценарий для телесериала под названием «Чему меня научила улица Джефферсона» («What I Learned on Jefferson Street»), показанный по телевидению. И, наконец, в эпизоде «Brian Writes a Bestseller», Брайан за несколько часов пишет книгу «Пожелай, Захоти, Сделай» («Wish It, Want It, Do It»), которая становится бестселлером.
- Рядовым Армии США (серия «Saving Private Brian»)
- В серии «Deep Throats» Брайан работает таксистом из-за насмешек о его безработице.
- Написал оперу «Временное увлечение» в эпизоде «Brian's Play», имевшую довольно крупный успех
- Риелтором (серия Брайан ближе)
- Журналист журнала "Хог" (серия "Пэт Потакет" - 19 сезон 8 серия)

## Характер и привычки
Брайан по натуре флегматик. Он рассудителен и не любит поспешных решений, хотя в редких случаях может впадать в ярость или совершать необдуманные, а порою и нечестные поступки (кража золотой раковины в серии «Love Thy Trophy», захват в заложники мэра в серии «You May Now Kiss the... Uh... Guy Who Receives»).
Брайан хорошо образован, несмотря на незаконченное высшее образование (ушёл из колледжа с последнего курса, не выдержав нагрузки). В то же время, его образование обнаруживает некоторые серьёзные пробелы, даже по части столь любимой им литературы, что особенно часто проявляется в общении с гениальным Стьюи, а в серии «The Most Interesting Man in the World» Брайан просто не смог ответить поумневшему Питеру, какую книгу он читал последней. Помимо этого, Брайан «средний», по его собственному признанию, писатель, однако любит позировать и строить из себя гения.
Брайан курит сигареты и пьёт алкогольные напитки, не против поразвлечься «лёгкими наркотиками» (галлюциногенные грибы в серии «Seahorse Seashell Party»). В серии «Mr. Griffin Goes to Washington» Брайан пытался бросить курить (как протест против табачной компании), в результате став раздражительным и злым. В серии «The Thin White Line» Брайан, поступив работать ищейкой в полицию, пристращается к кокаину (избавился от наркотической зависимости после курса лечения). Часто посещает психолога. Временами Брайан появляется в женской одежде. Также Брайан является сторонником легализации марихуаны, так как сам часто её курит. Брайан — атеист и полностью отрицает существование Бога, о чём неоднократно признаётся в мультсериале. В некоторых эпизодах Брайан позволяет себе расистские высказывания, объясняя это характером доставшимся ему от своего отца.
В большинстве серий носит красный ошейник с жёлтым круглым брелоком (с надписью «не хоронить, кремировать»).
Несмотря на свой интеллект, у него есть инстинкты собаки. Например, в серии Not All Dogs Go to Heaven Брайан кинулся подбирать крест, когда его кинула Мег, а потом он грыз его в зубах и рычал, когда девушка пыталась его взять обратно.

## Личная жизнь
Хотя Брайан и является собакой, он далеко не всегда отдаёт предпочтение особям своего вида.
- В серии «Brian Wallows and Peter's Swallows» Брайан влюбляется в забытую всеми оперную звезду 30-х годов, обнаружив в ней близкого по духу человека. В конце серии певица умирает.
- В серии «Brian in Love» Брайан неожиданно влюбляется в Лоис, но та отвергает его любовь, предлагая остаться друзьями. Впрочем, сильное сексуальное влечение к Лоис Брайан демонстрирует на протяжении всех серий. В 12 серии четвёртого сезона в отсутствие Питера даже женится на Лоис.
- В серии «Screwed the Pooch» Брайан знакомится с Сибрис — гончей собакой отца Лойс, мистера Пьютершмидта. Во время забега Брайан не выдерживает и совокупляется с Сибрис. Узнав, что Сибрис беременна, от Брайана требуют либо отказаться от отцовства, либо согласиться на кастрацию. Как благородный пес, Брайан готов принести себя в жертву щенкам, но, к счастью, в последний момент выясняется, что отцом щенков является не он, а Тед Тёрнер.
- В серии «Perfect Castaway» четвёртого сезона Брайан женится на Лоис (Питер пропал без вести в результате кораблекрушения). Но после возвращения Питера Брайан, поняв, что сердце Лоис принадлежит бывшему мужу, разводится с ней.
- В серии седьмого сезона «Love Blactually» Брайан влюбляется в девушку по имени Кэролайн. Понукаемый Стьюи не форсировать события (не доводить дело слишком быстро до секса), Брайан теряет Кэролайн (она уходит к Кливленду).
- В 7-м сезоне он не получает приглашение на свадьбу от его бывшей подружки Джиллиан, позже Брайан понимает, что всё ещё питает к ней очень тёплые чувства, и решает во что бы то ни стало вернуть её; в церкви он признаётся ей в своих чувствах, но она твёрдо сказала ему «нет». После этого она выходит замуж за Дерека.
- В 4-й серии 8-го сезона Брайан начинает встречаться со зрелой разведённой женщиной, за что над ним начинают подсмеиваться родные. Впоследствии он делает ей предложение. Через некоторое время он изменил ей и сразу же признался в этом. Она его не простила, посчитав его незрелым.
- В эпизоде «Quagmire's Dad» по ошибке переспал с поменявшим пол отцом Куагмира.
- В 12 серии 11 сезона Брайан при небольшой «помощи» Стьюи занялся любовью со всеми своими бывшими.
- Брайана серьёзно недолюбливает один из персонажей сериала, Гленн Куагмир, объясняя это чересчур горделивым характером Брайана.
- Имеет 4-х детей от Стьюи (в 12 серии 13 сезона, подумав, что Брайан стал избегать общения, Стьюи беременеет от него, дабы спасти отношения, и рожает 7-х детенышей (трое из которых впоследствии погибают). Но как оказалось потом, по мнению Брайана Стьюи в последнее время был немного замкнут в себе, поэтому он и решил дать ему больше свободного пространства. Оба понимают, что не смогут вынести детей, и, не привязавшись ни к одному из них, отдают их в приют.

## Противостояние и отношения соСтьюи Гриффином
Брайан — единственный из семьи Гриффинов, кто не только понимает Стьюи, но и конструктивно беседует с ним. В связи с этим его отношение к жестокому ребёнку отличается от легкомысленного пренебрежения взрослых. Кроме того, Брайан предсказал Стьюи частично «голубое» будущее («Ты променяешь власть над всем миром на любовь с голубым парнем Джимом»). Их столкновения порой принимают открытый характер (серия «Lethal Weapons»), порой ограничиваются взаимными подколами или доносами друг на друга взрослым. Однажды Стьюи жестоко избил Брайана за то, что тот не отдал 50 долларов импровизированной букмекерской конторе Стьюи («Patriot Games (Гриффины)»).
Случаются, однако, ситуации, при которых Брайан и Стьюи объединяют усилия (серии «Road to Rhode Island», «Road to Europe», «Road to Rupert», «Road to Germany», «Road to the North Pole»).
Брайану надлежит следить за Стьюи, пока рядом нет родителей.
Начиная с шестого сезона сериала Стьюи и Брайан чаще находят общий язык (Стьюи скучает по Брайану, помогает деньгами на квартиру и т. д.).
В 17 серии 8 сезона («Brian & Stewie») Брайан оказывается запертым в банке со Стьюи. В хранилище Брайан признаётся Стьюи о том, что хранит здесь пистолет.
«Я храню его на случай, если мне захочется покончить с собой, ясно?»
Стьюи очень растроган этими словами и объясняет Брайану, что тот для него очень многое значит и любит его. Однако, Брайан (судя по последующим эпизодам) воспринял эти слова как признание в крепкой дружбе со Стьюи.

## Отношения сЛоис Гриффин
Влечение Брайана к Лоис — повторяющаяся шутка сериала.
Впервые о своих чувствах Брайан признается психотерапевту в серии «Brian in Love». В эпизоде «Perfect Castaway» Питер возвращается домой после длительного отсутствия и обнаруживает, что Брайан женился на Лоис и устроился на работу в автосалон, чтобы прокормить семью. Тем не менее, кровати Брайана и Лоис разъединены, Лоис систематически отказывается вступить с Брайаном в половую связь. В конце эпизода Брайан понимает, что никогда не заменит Питера в роли мужа Лоис и разводится.
В эпизоде «I Take Thee Quagmire» Лоис жалуется Брайану на то, что ей не удаётся отучить Стьюи от грудного молока. Брайан предлагает провести «медицинское обследование» груди Лоис, на что та соглашается. Делая вид, что он разбирается в медицине, Брайан предлагает также «обследовать» гениталии Лоис.

## Смерть персонажа и дальнейшее воскрешение
В эпизоде «Life of Brian» Стьюи уничтожает свою машину времени, но скоро об этом жалеет, потому что Брайана сбивает машина, пока тот устанавливает на дороге ворота для игры. Семья Гриффинов хоронит Брайана, говоря о том, что это настоящая трагедия для всех. Тяжелее всего приходится именно Стьюи, ведь Брайан был его единственным другом. Однако, вскоре семья заводит нового пса, Винни, с которым Стьюи быстро знакомится. Несмотря на отрицательную реакцию фанатов сериала, в следующем эпизоде «Into Harmony's Way» нет ни слова о Брайане. В эпизоде «Christmas Guy» Стьюи понимает, как ему тяжело встречать Рождество без Брайана. Но здесь случается интересная история: Стьюи встречает сам себя в торговом центре, он несколько месяцев назад переносился сюда ещё на работающей машине времени для покупки игрушек. Эта случайность помогает Стьюи выкрасть блок возврата у самого себя из прошлого, и, задав верные координаты, спасти Брайана от машины. Брайан искренне благодарит Стьюи за то, что тот спас его жизнь, но этот Стьюи тут же исчезает, ведь его временная петля замкнулась. На смену приходит другой Стьюи, который и знать не знает, что пришлось пережить своему двойнику из альтернативного времени. Уже на Рождество Брайан дарит Стьюи фотографию с ними двумя, благодаря Стьюи за то, что он ему подарил лучший подарок, который только можно было придумать…

## Книга
В 2006 году в издательстве HarperCollins вышла юмористическая книга Family Guy: Brian's Guide to Booze, Broads, and the Lost Art of Being a Man за авторством Эндрю Голдберга, выступившего ранее сценаристом двух эпизодов мультсериала «Гриффины». В книге Брайан высказывает свою точку зрения на современные отношения между мужчиной и женщиной; рассказывает о том, что его бесит в окружающих, о Питере, о порнофильмах и прочем.